# أم الدروع
أم الدروع بلدة وبلدية تابعة لدائرة الشلف في ولاية الشلف بالجزائر.